# Kalex

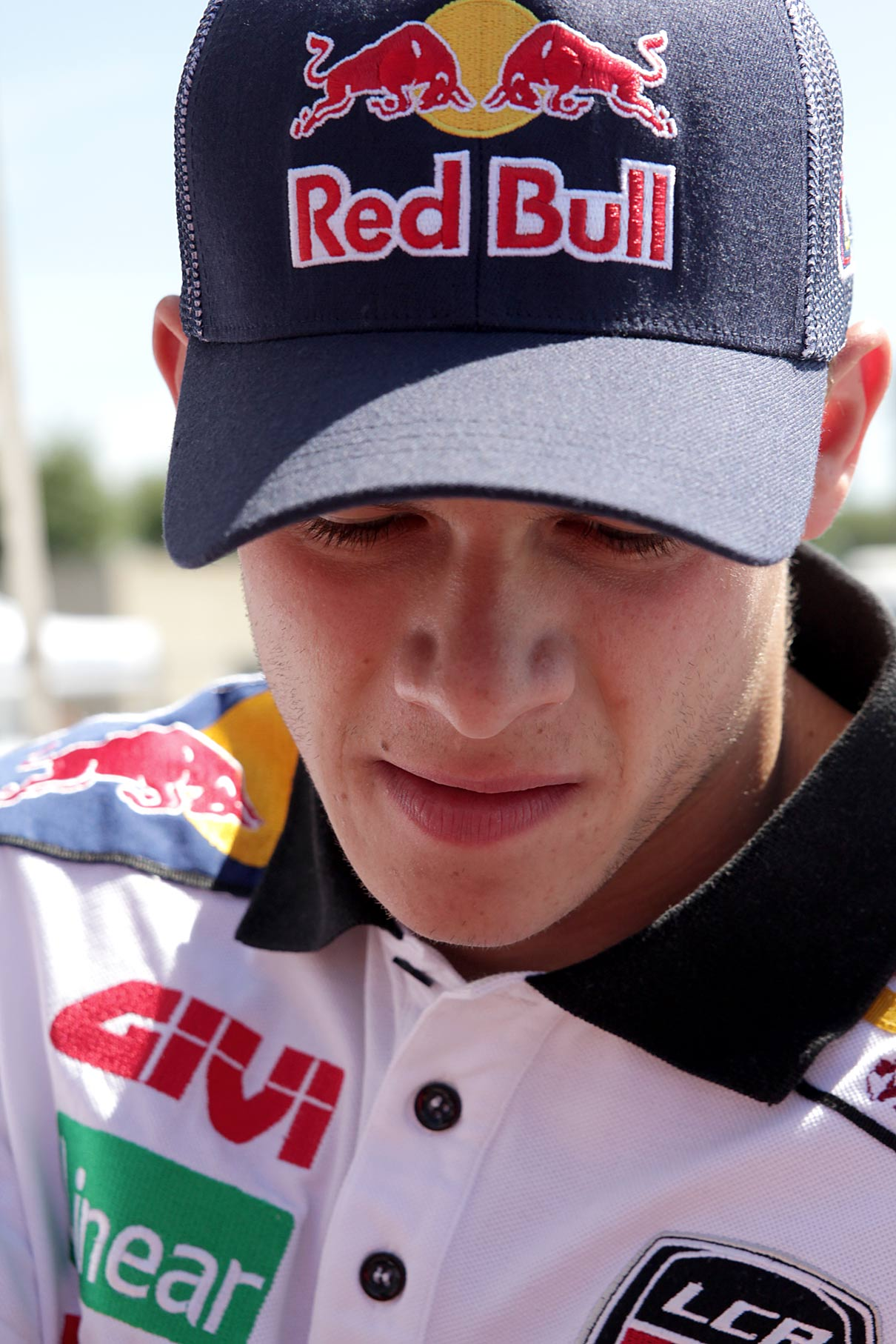
Stefan Bradl, champion du monde Moto2 sur Kalex en 2011

KALEX engineering GmbH est une société allemande basée à Bobingen spécialisée dans la conception, le développement, la transformation et la fabrication de produits de haute technicité pour le sport automobile et moto, à usage spécialisé.
Kalex est acteur des championnats du monde de vitesse moto depuis 2010 en tant que fabricant de motos pour la catégorie Moto2.

## Championnat du monde de vitesse moto

### Palmarès pilotes
Allemagne Stefan Bradl
- Champion du monde Moto2, en 2011

 Espagne Pol Espargaró
- Champion du monde Moto2, en 2013

 Espagne Esteve Rabat
- Champion du monde Moto2, en 2014

 France Johann Zarco
- Champion du monde Moto2, en 2015
- Champion du monde Moto2, en 2016